# アーネスト・レーマン
アーネスト・レーマン（Ernest Paul Lehman、1915年12月8日 - 2005年7月2日）は、アメリカ合衆国の脚本家。

## 来歴
ニューヨーク出身。ユダヤ系アメリカ人。ニューヨーク市立大学シティカレッジ卒業後、フリーライターとして活動し、1954年に『重役室』で脚本家デビュー。1955年、『麗しのサブリナ』で第12回ゴールデングローブ賞脚本賞を受賞した。ほかに『王様と私』や『ウエスト・サイド物語』、『サウンド・オブ・ミュージック』といったミュージカル映画や、アルフレッド・ヒッチコック監督作品の『北北西に進路を取れ』、『ファミリー・プロット』の脚本を執筆した。
アカデミー賞には6回ノミネートされたものの、受賞はならなかった。2001年、第73回アカデミー賞でアカデミー名誉賞を受賞した。
2005年7月2日、89歳で死去。

## 主な作品
- 重役室 Executive Suite (1954)
- 麗しのサブリナ Sabrina (1954)
- 王様と私 The King and I (1956)
- 傷だらけの栄光 Somebody Up There Likes Me (1956)
- 成功の甘き香り Sweet Smell of Success (1957) 原作も
- 北北西に進路を取れ North by Northwest (1959)
- 孤独な関係 From the Terrace (1960)
- ウエスト・サイド物語 West Side Story (1961)
- 逆転 The Prize (1963)
- サウンド・オブ・ミュージック The Sound of Music (1965)
- バージニア・ウルフなんかこわくない Who's Afraid of Virginia Woolf? (1966) 製作も
- ハロー・ドーリー! Hello, Dolly! (1969) 製作も
- ファミリー・プロット Family Plot (1976)
- ブラック・サンデー Black Sunday (1977)
- 大西洋を乗っ取れ! The French Atlantic Affair (1979) テレビミニシリーズ、原作